# Cleistocactus orthogonus
Cleistocactus orthogonus ist eine Pflanzenart in der Gattung Cleistocactus aus der Familie der Kakteengewächse (Cactaceae). Das Artepitheton orthogonus leitet sich von den griechischen Worten orthos für ‚gerade‘ sowie gonia für ‚Kante‘ ab und verweist auf die geraden, senkrechten Rippen der Art.

## Beschreibung
Cleistocactus orthogonus wächst strauchig mit kurz säulenförmigen, vermutlich nicht verzweigten, hellgrünen Trieben und erreicht bei Durchmessern von 4 bis 5 Zentimetern Wuchshöhen von bis 80 Zentimetern. Es sind 15 bis 17 gerade, niedrige Rippen vorhanden. Die darauf befindlichen grauen Areolen stehen eng beieinander. Die etwa zehn ausstrahlenden, weißlichen Dornen sind nadelig, fein und 0,5 bis 3 Zentimeter lang. Sie lassen sich nicht in Mittel- und Randdornen unterscheiden.
Die geraden, röhrenförmigen, radiärsymmetrischen Blüten sind magenta- bis rosafarben und 4,5 bis 5 Zentimeter lang. Die kugelförmigen, rosaroten Früchte erreichen Durchmesser von bis 1,5 Zentimetern.

## Verbreitung und Systematik
Cleistocactus orthogonus ist im bolivianischen Departamento Potosí in der Provinz Cornelio Saavedra im Municipio Betanzos verbreitet.
Die Erstbeschreibung erfolgte 1959 durch Martín Cárdenas.

## Nachweise